# Werstok
Werstok (biał. Вярсток, Wiarstok) – wieś w Polsce położona w województwie podlaskim, w powiecie hajnowskim, w gminie Dubicze Cerkiewne. 
Wieś szlachecka położona była w końcu XVIII wieku w powiecie brzeskolitewskim województwa brzeskolitewskiego. W latach 1975–1998 miejscowość administracyjnie należała do województwa białostockiego. Wieś w 2011 roku zamieszkiwały 62 osoby.
Prawosławni mieszkańcy należą do miejscowej parafii Podwyższenia Krzyża Pańskiego, a wierni kościoła rzymskokatolickiego do parafii św. Zygmunta w Kleszczelach.

## Historia
Pierwsza wzmianka o wsi pochodzi z 1574. Dawna wieś osoczników z Puszczy Białowieskiej. Znajduje się tu cerkiew parafialna pw. Podwyższenia Krzyża Pańskiego ufundowana w 1768 przez Józefa Wilczewskiego (rotmistrza chorągwi Wielkiego Księstwa Litewskiego). 
Wieś oddana w 1777 roku przez sąd grodzki w Brześciu Tomaszowi Węgierskimu za niespłacony dług Józefa Wilczewskiego. Doprowadził to do nocnego najazdu synów Wilczewskiego z towarzyszeniem 150 osób na dwór w Werstoku, co odbiło się głośnym echem w prasie tego okresu.

## Zabytki
- Parafialna cerkiew prawosławna pod wezwaniem Podwyższenia Krzyża Pańskiego, 1766, 1904, nr rej.: 620 z 22 grudnia 1986
- We wsi znajdują się dwa cmentarze prawosławne założone w XVIII i w XIX wieku[10].

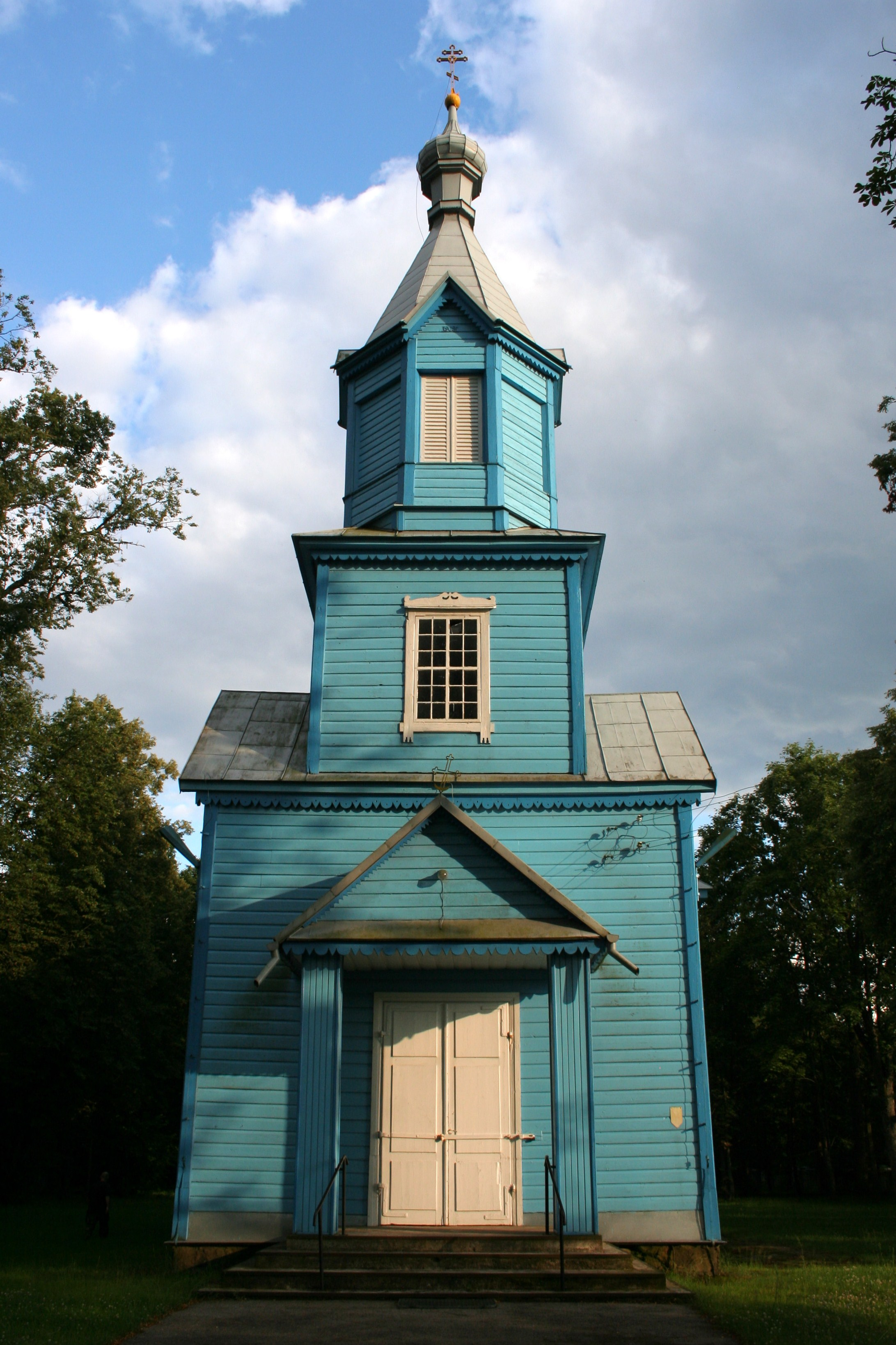
Cerkiew Podwyższenia Krzyża Pańskiego